# مسرات علام
مسرات علام بهات هو زعيم انفصالي كشميري، وحاليًا هو الأمين العام لمؤتمر حريات جميع الأحزاب برئاسة سيد علي شاه جيلاني، وهو أيضًا رئيس رابطة جامو وكشمير الإسلامية. لعب دوراً هاماً في انتفاضة الحجارة في كشمير 2010 والتي اندلعت ضد لقاء ماتشيل الذي قام به الجيش الهندي في كشمير. اعتُقل مسرات علام من قبل الحكومة الهندية عدة مرات، واتُهم في 27 قضية جنائية، لكن تم تبرئته في هذه القضايا، وتم إطلاق سراحه بعد تولي مفتي محمد سيد منصب رئيس وزراء جامو وكشمير في 1 مارس 2015. اعتُقل مرة أخرى بموجب قانون السلامة العامة في مارس 2015، وأطلق سراحه مما تسبب في جدل سياسي كبير، وتصل المدة التي قضاها في المعتقلات 17 عامًا.
تعتبره السلطات الهندية عميلًا للاستخبارات الباكستانية في وادي كشمير، وتزعم السلطات الهندية أن باكستان تستخدم زعماء كشميريين أمثال مسرات علام لإثارة التوترات وزعزعة الاستقرار ضد السلطات الهندية في كشمير.